# Banu Maqil

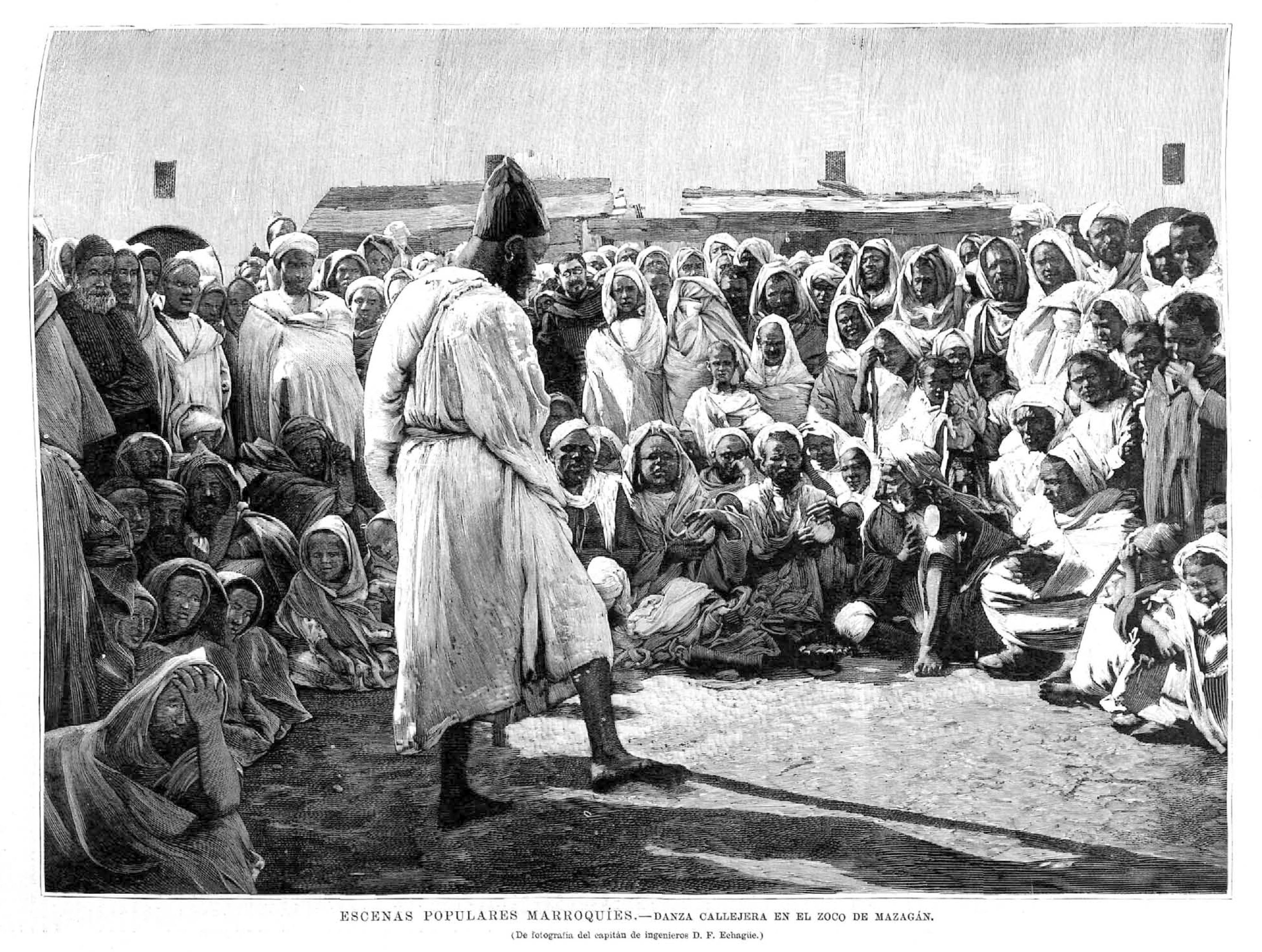
Illustration de Francisco Echagüe, 1894.

Les Banu Mā’qīl (en arabe : بَنُو مَعْقِل) sont une tribu d'origine arabe yéménite présente essentiellement au Maroc et en Mauritanie qui arrive au Maghreb au XIe siècle.
La tribu émigre au Maghreb avec les tribus des Banu Hilal et des Banu Sulaym au XIe siècle. Ils se sont principalement installés au porte du sahara autour des plaines sahariennes et des oasis du Maroc. La fraction Ma’qil des Banu Thaâliba, après s’être installée dans la région de la Mitidja en Algérie, a pris le contrôle de la région d’Alger. Les Banu Thaâliba étaient une tribu importante de la région qui a joué un rôle essentiel dans l’organisation sociale et politique de la Mitidja et ses environs, particulièrement à l’époque médiévale.
Cette installation leur a permis de dominer stratégiquement la région d’Alger, qui était à l’époque un point névralgique pour le commerce et les échanges dans le bassin méditerranéen.
Étant une tribu bédouine originaire de la péninsule arabique, comme les Banu Hilal et les Banu Sulaym, les Ma'qil s'adaptent parfaitement aux conditions fertiles du Maghreb, adoptant le même mode de vie qu'en Arabie.
À la suite de la guerre de Char Bouba, la branche Ma'qil des Banu Hassan domine toute la Mauritanie, le sud du Maroc, au portes du sahara et le sud-ouest de l'Algérie, propageant le dialecte arabe Hassaniya, assez proche de l'arabe classique.

## Origine
L'origine exacte de la tribu des Banu Ma'qil est inconnue, bien qu'il ait été établi qu'ils sont probablement issus du sud de l'Arabie (Yémen). Ils revendiquent une ascendance prestigieuse des Hachémites de Ja'far ibn Abu Talib, fils d'Abu Talib et frère d'Ali ibn Abu Talib.
Ibn Khaldun a émis l'hypothèse que ces deux versions sont fausses, car les Hachémites vivaient dans des villes urbaines et n'étaient ni nomades ni erraient jamais dans le désert. Il a ajouté que Ma'qil est un nom que l'on trouve uniquement au Yémen. Ibn Khaldun a déclaré qu'ils étaient probablement un groupe nomade arabe du Yémen, et cela est soutenu par Ibn al-Kalbi et Ibn Said. Ibn Khaldun a noté que « l'origine de la tribu Ma'qil est des Arabes du Yémen, et leur grand-père est Rabi'a bin Ka'b bin Rabi'a bin Ka'b bin al-Harith, et de al-Harith bin Ka'b bin 'Amr bin 'Ulah bin Jald bin Madhhij bin Adad bin Zayd bin Kahlan ».

## Histoire
Les Banu Sulaym s'opposaient à leur arrivée et les ont repoussés. Ils se sont ensuite alliés aux Hilaliens et sont entrés sous leur protection, ce qui leur a permis de nomadiser dans le nord du Sahara entre la Moulouya et les oasis du Tafilalet. Une partie d'entre eux est cependant resté en Tunisie et brièvement travaillé comme vizirs lors de la victoire des Banu Hilal et Banu Sulaym, qui avaient fraîchement vaincu les Zirides.
Ils devinrent de plus en plus nombreux, dû à ce que certaines parties de nombreuses autres tribus arabes, dont des Banu Sulaym, se joignirent à eux. Après le déclin de l'autorité des Almohades, les Banu Maaqil ont profité des tensions déjà présentes pour prendre le contrôle de différents ksours et oasis dans le Souss, le Draâ, Touat et Taourirt sur lesquels ils avaient imposé des taxes, tout en donnant une certaine quantité de l'argent collecté pour les rois Zénètes concurrents.[réf. nécessaire]
Pendant l'ère almohade, les Ma'qil sont restés fidèles, ont payé des taxes et n'ont ni pillé ni attaqué de villages, ksours ou caravanes commerciales de passage. Avec le déclin du pouvoir des Almohades, les Ma'qil ont profité du manque d'autorité de l'État central et de la guerre civile entre les Zenètes, et ont pris le contrôle de nombreux ksours dans l'ensemble du Maroc.
Le calife almohade Abd al-Mu'min a encouragé l'établissement des Banu Ma'qil et d'autres tribus arabes sur la côte du Maroc, une région largement dépeuplée par la conquête des Barghawata par les Almohades. La migration et la présence de nomades arabes ont entraîné une influence arabe accrue et ont ajouté un élément important à l'équation de pouvoir locale, au point qu'un des sultans mérinides était escorté lors de ses processions publiques par un Zenète d'un côté et un Arabe de l'autre.
Sous les Saadiens et les Mérinides Les Kharaj des Banu Ubayd Allah se sont initialement opposés aux Saadiens, mais se sont ensuite alliés à eux après avoir été vaincus dans une bataille contre le sultan, Ibn Zyan. Lorsque les Mérinides ont remplacé les Saadiens, les Kharaj sont restés fidèles aux Saadiens car ils leur avaient accordé des privilèges de collecte d'impôts sur les tribus berbères. Le sultan mérinide, Abu al-Hassan, les a alors privés de ces avantages acquis et les a plutôt donnés à la tribu des Beni Iznassen, ce qui a entraîné une rébellion des Kharaj qui a tué le gouverneur mérinide des ksours sahariens, Yahya ibn Al-iz.
À mesure que les Arabes étendaient leurs dominance au Maroc et arabisaient de nombreux Berbères, l'arabe est devenu la langue commune, que les Mérinides ont rendue officielle. Les Arabes ont également accru leur influence et leur pouvoir au Maroc, et personne ne pouvait y gouverner sans leur coopération. Lorsqu'il était en état, le sultan mérinide était flanqué de chaque côté par un chef arabe et un chef zenète comme symbole du caractère dual du Makhzen.

## Composition tribale

### Banu Ubayd Allah
Les Banu Ubayd Allah descendent d'Ubayd Allah bin Sahir (ou Saqil), fils du patriarche Ma'qil. Ils étaient le plus grand sous-groupe des Ma'qil et vivaient en tant que nomades dans les collines du sud entre Tlemcen et Taourirt. Dans leurs déplacements nomades, ils atteignirent la rivière Melwiya au nord et Tuat au sud. Les Beni Ubayd Allah se divisent plus tard en deux sous-tribus : les Haraj et les Kharaj.

### Banu Mansur
Les Banu Mansur descendent de Mansour bin Mohammed, le deuxième fils du patriarche Ma'qil. Ils vivaient en nomades entre Taourirt et la vallée du Draa. À un moment donné, ils contrôlaient la région entre la rivière Moulouya et Sijilmasa, en plus de la régions de Taza et Tadla. Ils étaient la deuxième sous-tribu Ma'qil la plus nombreuse après les Beni Ubayd Allah.

### Banu Hassan
Les Banu Hassan descendent de Hassan bin Mokhtar bin Mohamed, le deuxième fils du patriarche Ma'qil. Ils étaient donc les cousins des Beni Mansur. La sous-tribu des Banu Hassan n'est cependant pas limitée aux descendants de Hassan, ils incluent également les Shebanat (fils de Shebana, le frère de Hassan) et les Reguitat qui descendent des autres fils de Mohamed ; à savoir Jalal, Salem et Uthman. Ils erraient dans le sud du Maroc actuel et la Mauritanie. Leur arrivée était le résultat du gouverneur almohade de cette région qui les a invités à se battre pour lui contre les tribus berbères lorsqu'une rébellion a éclaté. À la suite de la guerre de Char Bouba, la branche des Banu Hassan (Oulad Dleim) a dominé toute la Mauritanie, le Sahara occidental, le sud du Maroc et le sud-ouest de l'Algérie, propageant le dialecte arabe hassaniya, très proche de l'arabe classique.

### Banu Thaaliba
Les Thaaliba étaient les descendants de Thaalab bin Ali bin Bakr bin Sahir (ou Saqir ou Suhair), fils du patriarche Ma'qil. Cette sous-tribu s'est installée dans une région proche d'Alger, dans la plaine de la Mitidja. Ils sont venus gouverner Alger de 1204 à 1516 jusqu'à ce que les Ottomans prennent le contrôle de Salim al-Tumi lors de la capture d'Alger.

## Personnalités issues de Banu Maaqil
- Ahmed Ben Bella : Ancien président  algérien issue d'une famille venu du Maroc d'origine Banu Hassan (ou Dhoui Hassan) de Banu Maaqil[5].

- Ahmed Dlimi : Général des  Forces Armées Royales marocaines, issue de la tribu Ouled Delim[6].
- Al-Hajj Abd As-Salam Al-Chebani : Négociant et voyageurs marocains du XVIIIe siècle, issue de la tribu des Chbane, elle même issue des Banu Hassan[7].